# Блатница
Блатница (болг. Блатница) — село в Болгарии. Находится в Пазарджикской области, входит в общину Стрелча. Население составляет 233 человека.

## Политическая ситуация
Блатница подчиняется непосредственно общине и не имеет своего кмета.
Кмет (мэр) общины Стрелча — Илё Стоев Илёв (Гражданский союз за новую Болгарию (ГСНБ)) по результатам выборов.